# Klavirska sonata št. 9 (Skrjabin)
Aleksander Skrjabin: Klavirska sonata št. 9, op. 68, »Črna maša« (1912-1913)
okvirno trajanje: 8-9 minut

## Komponistične značilnosti
V zadnjih dveh sonatah (deveti in deseti) se je Skrjabin priboril do dokončnega, čistega izraza svoje originalne umetnosti. Če pregledamo veliko razvojno pot, ki jo je skladatelj opravil od svojih skromnih (po Lisztovih in Chopinovih vzorih) kompozicijskih začetkov, ki so bili sicer toplo občuteni, vendar so se močno nagibali k tisti zvrsti glasbe, ki spada v sredino med resno in zabavno, pogosto pa jo poimenujemo salonska glasba; pa sem do devete sonate, ki je hkrati eno njegovih poslednjih del - vidimo, da je bil skladateljski razvoj Aleksandra Skrjabina premočrten, takorekoč v naprej določen in skoraj brez vsakršnega odstopanja od smotrnega iskanja izraza za ideje, katere je  vedno nosil v sebi in jih razvijal. Te ideje so bile sicer dokaj nejasne, celo zmedene - dotikale so se vsega življenja nasploh in so privedle do svojevrstnega pogleda na svet, ki bi ga smeli imenovati mističnega, čeprav nima nič skupnega s katerim koli verstvom.
Objem skladateljevih filozofskih idej se je čedalje bolj zoževal in se slednjič omejil zgolj na Skrjabinovo osebnost sámo. On se je čutil središče sveta, njegov odnos do sveta je bil edini pravilen, izključno njegov. Ta egocentričnost označuje njegova zadnja dela. V njih zavzema skladatelj svoje stališče do vsega, kar je bilo in kar je, mestoma pa tudi preroško posega v bodočnost. V skladbah so odpadla vsa igračkanja s klavirsko tehniko, ki je svojčas zelo mikala mladega skladatelja, v zadnjih delih nas takorekoč uvaja v delavnico, kjer stojijo misli brez posebnih dodatkov klavirsko-tehničnega značaja. Pač pa zna avtor zadeti svojstveno, z nobenim drugim razpoloženjem primerljivo obeležje, ki poslušalca, če se mu prepusti in mu sledi, privede v nov glasbeni svet. Pojavljajo se motivi, ki nazorno spominjajo na šelestenje listja, piš vetra, žgolenje ptic; čeprav niso zvočne ilustracije.  Vsi takšni pojavi so osvetljeni z medlo, prelivajočo se hamonsko barvitostjo pozne impresionistične tehnike, ki se odpira na nekaj dokaj značilnih akordov, ki so sicer vezani v sekvence, vendar ne modulirajo. 
Naziva »Črna maša« ni predlagal avtor sam, vendar se je z njim strinjal. 

## Oblika
Sonata začne z mirnim, legendarno pripovednim tonom, v katerega posežejo zvoki iz narave. Nato nežna, hrepeneča melodija, s katero se postavi skladatelj sam v to okolje. Atonalno in kromatično prepletanje teh misli (tematike) se pripravlja na borbo (podobno dramatskemu trikotniku književnega dela). Uporaba ostrih disonanc (mala nona) nakazuje neizprosnost borbe z usodo. Junak - v tem primeru avtor sam - podleže in čezenj se zgrnejo valovi pozabljenja. V zadnjih taktih se spet pojavi pripovedni motiv začetka, s čimer je po eni strani glasbena oblika zaokrožena, po drugi strani pa nam skladatelj pove, da je bil vse samo privid razgrete fantazije, slika iz drugega sveta, v katerem vlada avtor sam. 